# Alcis plancaria
Alcis plancaria là một loài bướm đêm trong họ Geometridae.